# Шулепов, Игорь Юрьевич
Игорь Юрьевич Шулепов (род. 16 ноября 1972, Свердловск) — советский и российский волейболист и тренер, игрок сборной России в 1995—2003 годах, заслуженный мастер спорта России.

## Биография
Игорь Шулепов родился 16 ноября 1972 года в Свердловске, начинал заниматься волейболом в 1985 году под руководством Владимира Николаевича Бабакина, окончил Школу-интернат спортивного профиля (ныне — Училище олимпийского резерва № 1). В 1989 году дебютировал в команде «Уралэнергомаш», выступавшей в первой лиге чемпионата СССР, в 1992 году получил спортивное звание «мастер спорта СССР». 5 июля 1995 года в Белу-Оризонти провёл первый матч за сборную России, встречавшуюся в рамках «Финала шести» Мировой лиги с бразильцами.
В 1996 году Игорь Шулепов стал первым обладателем приза Андрея Кузнецова, учреждённого газетой «Спорт-Экспресс» для лучшего игрока чемпионата России. В следующем сезоне Игорю вновь не было равных в национальном чемпионате, а в 1998 году в общем зачёте приза Кузнецова лидер УЭМ-«Изумруда» занял второе место. За этот период его команда дважды становилась серебряным призёром чемпионата страны, а в 1999 году выиграла золото в острейшем споре с «Белогорьем-Динамо». В пятом матче финальной серии до трёх побед Шулепов заработал последнее, победное, очко для команды из Екатеринбурга.
В составе сборной России в 1999 году выиграл серебряную медаль чемпионата Европы в Австрии и золото Кубка мира в Японии. В том же сезоне он сменил УЭМ-«Изумруд», цвета которого защищал в течение десяти лет, на «Джапан Тобакко» из Хиросимы. В чемпионате Японии 1999/2000 годов команда Шулепова, возглавляемая Геннадием Паршиным и Олегом Антроповым, заняла 5-е место.
В 2000 году Игорь Шулепов продолжал оставаться одним из лидеров сборной России. По итогам интерконтинентального раунда Мировой лиги он входил в число лучших нападающих турнира по проценту эффективности атаки. По итогам финального турнира в Роттердаме российская команда заняла второе место, а спустя два месяца на Олимпиаде в Сиднее также завоевала серебряные награды. Игорь Шулепов сыграл во всех матчах российской команды, в двух играх становился в её составе самым результативным.
В том же 2000 году Шулепов начал выступления в чемпионате Италии за «Парму», за которую также играли его партнёры по сборной России Сергей Тетюхин и Станислав Динейкин (в обратном направлении, из Пармы в Хиросиму, проследовал ещё один россиянин — Илья Савельев). В 2001 году их команда проиграла в четвертьфинале серии A1 «Модене», а через год, уже без Тетюхина, уступила в полуфинале «Сислею» и вскоре из-за финансовых проблем была расформирована. Два следующих сезона Шулепов провёл в «Трентино».
В сентябре 2001 года Игорь Шулепов был капитаном сборной России на чемпионате Европы в Остраве, где она стала третьей. В ходе сезона 2002 года потерял место в составе команды, а вернулся в неё в августе 2003-го и сыграл на пятом в карьере европейском первенстве, снова завоевав бронзу. Всего за девять сезонов в сборной России Игорь Шулепов провёл 157 официальных матчей, набрал 1152 очка и 576 отыгранных подач.
В 2004 году Игорь Шулепов вернулся из Италии в Россию и усилил «Динамо-Таттрансгаз». В ходе первого сезона в Казани завоевал Кубок России, в следующем выполнял функции капитана казанского коллектива, в 2007 году стал чемпионом страны. Впоследствии Шулепов выступал за сургутскую «Газпром-Югру», где в двух сезонах также был капитаном, екатеринбургский «Локомотив-Изумруд», новосибирский «Локомотив», а в январе 2013 года перешёл в нижегородскую «Губернию».
Будучи одним из самых возрастных волейболистов чемпионата России-2012/13, Игорь Шулепов практически сразу вошёл в стартовый состав «Губернии», демонстрируя потрясающую самоотдачу на тренировках и в матчах, высокое качество игры, а травма колена, полученная опытным мастером в ходе полуфинальной серии с «Уралом», стала одним из факторов, помешавших нижегородцам в борьбе за медали. По словам диагонального «Губернии» Николая Павлова, «глядя на него, у самого возникает сильное желание выступать до 41 года. Шулепов — настоящий профи, способный заразить жаждой борьбы кого угодно».
Игорь Шулепов вошёл в заявку нижегородской «Губернии» и на следующий сезон, в котором также помогал тренерскому штабу в индивидуальной работе с игроками, по его окончании принял решение сосредоточиться на тренерской работе. В сезоне-2015/16 был старшим тренером волейбольного клуба «Нижний Новгород», с лета 2016 года возглавлял нижегородскую АСК, которую  вывел сначала в высшую лигу А, а затем в 2019 году в Суперлигу. По итогам дебютного сезона 2019/20 команда заняла 11-е место в элитном дивизионе.
С апреля 2020 по февраль 2022 года Игорь Шулепов возглавлял уфимский «Урал», с мая по декабрь 2022 года — новокуйбышевскую «Нову». В 2021 году входил в тренерский штаб сборной России и ассистировал Туомасу Саммелвуо на Олимпийских играх в Токио, где команда стала серебряным призёром.

## Достижения

### Со сборными
- Серебряный призёр Игр XXVII Олимпиады (2000).
- Серебряный (1999) и бронзовый (2001, 2003) призёр чемпионатов Европы.
- Победитель Кубка мира (1999).
- Серебряный (2000) и бронзовый (1996, 1997, 2001) призёр Мировой лиги.

### С клубами
- Чемпион России (1998/99, 2006/07), серебряный (1996/97, 1997/98) и бронзовый (2004/05) призёр чемпионатов России.
- Бронзовый призёр чемпионата Италии (2001/02).
- Обладатель Кубка России (2004).
- Бронзовый призёр Кубка Кубков (1998/99).

### Личные
- Обладатель Приза Андрея Кузнецова (1995/96, 1996/97).
- Участник матча звёзд Италия — сборная мира (2001).
- Участник Матчей звёзд России (2009, 2010, 2011, 2012).

## Награды и звания
- Заслуженный мастер спорта России (1999).
- Орден Дружбы (19 апреля 2001) — за большой вклад в развитие физической культуры и спорта, высокие спортивные достижения на Играх XXVII Олимпиады 2000 года в Сиднее[13].